# Christina Biörk
Christina Biörk var en svensk konsthantverkare. Hon var Sveriges första solfjädersmakare. 
I juli 1742 ansökte handelsfirman Dubois & Lindman om ett tioårigt monopol att tillverka och måla solfjädrar i Sverige. De hade också anställt Christian Fehmer, som var specialutbildad solfjädersmålare i Danmark och England. Vid denna tid var solfjäderstillverkning och målning något nytt i Sverige. När ansökan lades fram uppgavs att endast "en person i hela riket" var verksam inom detta yrke, och det var "Jungfru Christina Biörk" i Stockholm, som alltså var ett av yrkets pionjärer i Sverige. Då Dubois & Lindman ansökte om monopol tillkallades hon inför rätten för att avge sin mening, och hon meddelade att hon i fortsättningen endast skulle reparera gamla solfjädrar och inte längre tillverka nya. 